# 江口镇 (留坝县)
江口镇，是中华人民共和国陕西省汉中市留坝县下辖的一个乡镇级行政单位。

## 行政区划
江口镇下辖以下地区：
江口村、江西营村、河西村、梭落村、铁矿村、红武村、元树沟村、锅厂村、柘梨园村、夹山沟村、磨坪村、和平村、大坪村、青岗坪村、漩滩村、雪窝村、桑元坝村、范条峪村、小川子村、田坝村、徐家坝村和沙岭子村。